# Zekelita syriacalis
Zekelita syriacalis är en fjärilsart som beskrevs av Otto Staudinger. Zekelita syriacalis ingår i släktet Zekelita och familjen nattflyn. Inga underarter finns listade i Catalogue of Life.